# KkStB 55 sorozat
A kkStB 55 egy tehervonati szerkocsisgőzmozdony-sorozat volt az Császári és Királyi Osztrák Államvasutaknál (k.k. österreichischen Staatsbahnen, kkStB), amely mozdonyok eredetileg az Österreichische Nordwestbahn (ÖNW)–tól származtak.
Az első szállítás ezekből a C tengelyelrendezésű mozdonyokból 1889-ben történt a vasúttársaságnak a Floridsdorfi Mozdonygyárból. A tíz mozdonyt az ÖNWB a XIa sorozatba osztotta, majd a 2414-250 pályaszámokat adta nekik. 1893-ban újabb hat mozdonyt szállított a Floridsdorf, amit XIb sorozatba osztottak és a 215-256 pályaszámokat kapták. További négy mozdony érkezett még Floridsdorfból 1899-ben, melyek a 257-260 pályaszámokat kapták, szintén a XIb sorozatban (egyes források szerint a XIc sorozatban).
Ezeknek a mozdonyoknak a méretei hasonlóak voltak a kkStB 56 sorozat méreteihez. Nagyobb részükre jellemző volt a ferde füstkamrafal.
A sorozat mozdonyai elsősorban Iglau és Nimburg között közlekedtek.
Az államosítás után a kkStB az 56 sorozat 01-20 pályaszámait jelölte ki a mozdonyok számára.
Az első világháború után a PKP-hez és a JDŽ-hez került mozdonyok selejtezve lettek anélkül, hogy ott beszámozták volna őket. Az Olasz Államvasutak a hozzájuk került mozdonyokat az FS 262 sorozatba, a Csehszlovák Államvasutak pedig a nekik juttatottakat a ČSD 324.0 sorozatba osztotta be. Az utolsó ebbe a sorozatba tartozó ČSD mozdonyt 1943-ban eladták ipari mozdonynak, a többit már 1940-ig selejtezték.

## Fordítás
Ez a szócikk részben vagy egészben  a   kkStB 55 című német Wikipédia-szócikk fordításán alapul.  Az eredeti cikk szerkesztőit annak laptörténete sorolja fel. Ez a jelzés csupán a megfogalmazás eredetét és a szerzői jogokat jelzi, nem szolgál a cikkben szereplő információk forrásmegjelöléseként.